# Zatxepílivka
Zatxepílivka (en ucraïnès Зачепилівка) és una vila de la província de Khàrkiv, Ucraïna. El 2021 tenia 3.386 habitants.